# Melanoptilon tamfana
Melanoptilon tamfana är en fjärilsart som beskrevs av William Schaus 1912. Melanoptilon tamfana ingår i släktet Melanoptilon och familjen mätare. Inga underarter finns listade i Catalogue of Life.